# Maimetshorapia
Maimetshorapia – wymarły rodzaj błonkówek z rodziny Maimetshidae i podrodziny Maimetshinae. Obejmuje tylko jeden opisany gatunek, M. africana. Żył w późnej kredzie.

## Taksonomia
Rodzaj i gatunek typowy opisane zostały po raz pierwszy w 2009 roku przez Aleksandra Rasnicyna i Denisa Brothersa na łamach „African Invertebrates”. Opisu dokonano na podstawie pojedynczej, datowanej na turon w kredzie skamieniałości, odnalezionej w Orapie na terenie Botswany. Nazwa rodzajowa to połączenie nazwy typowego dla rodziny rodzaju Maimetsha z nazwą stanowiska Orapa. Epitet gatunkowy oznacza po łacinie „afrykańska”.
Rasnicyn i Brothers jako najbardziej zbliżone do Maimetshorapia podają rodzaje Afrapia i Maimetsha. Michael S. Engel sklasyfikował te rodzaje w plemieniu Maimetshini w obrębie nowej podrodziny Maimetshinae.

## Morfologia
Błonkówka o ciele długości co najmniej 5,3 mm, ubarwiona dość ciemno, przypuszczalnie z jasnymi czułkami i odnóżami. Szersza niż dłuższa głowa miała dość wąskie i wysklepione skronie za dużymi oczami złożonymi. Długość członów biczyka czułków dochodziła w części wierzchołkowej do dwukrotności ich szerokości. W przeciwieństwie do Afromaimetsha tułów miał notauli o mniej lub bardziej równoległym przebiegu. Skrzydło przednie miało około 2,7 mm długości i znacznie krótszą od pierwszego odcinka żyłki 1Rs, szerszą niż nasadowy odcinek sektora radialnego, pogrubioną, u szczytu nabrzmiałą pterostygmę. Jego użyłkowanie cechowało się ponadto wąską, nieodbiegającą szerokością od pterostygmy komórką kostalną, biorącą początek w połowie żyłki bazalnej i biegnącą równolegle do żyłki 1Cu żyłką 1Rs+M, żyłką 1Rs+M położoną bliżej r-rs niż 2Rs+M, żyłką 1rs-m stykającą się z sektorem radialnym wcześniej niż r-rs, obecnością trzech komórek submarginalnych, dość krótką komórką 2rm i krótszą niż wysoką komórką 3rm. Powierzchnię pozatułowia rzeźbiły duże, dwukrotnie szersze niż dłuższe areole. Pokładełko miało prostą, podługowato-trójkątną osłonkę długości 0,75 mm.

## Paleoekologia
Owad ten występował w klimacie umiarkowanym z zachowaną zmiennością pór roku. Zamieszkiwany przez niego rejon leżał w kredzie późnej dalej na południe, co sprzyjało podtrzymaniu umiarkowanego klimatu. Środowiskiem tego owada były wilgotne lasy o dużych opadach, nieodległe od wód, acz okresowo trawione przez pożary. Siedlisko to cechowało się dużą różnorodnością flory i entomofauny. Rosły tu paprotniki, miłorzębowce z rodzaju Ephedripites oraz liczne okrytonasienne, w tym z takich grup jak radziliszkowate, wawrzynowate, oczarowate, ukęślowe i skalnicowce. Spośród owadów rozpoznano w skamieniałościach z Orapy większość ich współczesnych rzędów, w tym ważki, prostoskrzydłe, skorki, karaczany, pluskwiaki, chrząszcze, sieciarki, błonkówki i muchówki. Same Maimetshidae oprócz Maimetshorapia reprezentowały także dwa gatunki z rodzaju Afrapia i jeden z rodzaju Afromaimetsha.